# Karelská republika
Karélie, plným názvem Karelská republika (karelsky Karjalan Tazavalta, rusky Республика Карелия), je republika na severozápadě Ruské federace. Vznikla jako Karelská ASSR 25. července 1923 v rámci RSFSR a na dnešní název přejmenovaná v roce 1991. Na rozloze 180 520 km² žije přibližně 519 tisíc obyvatel. Hlavním městem je Petrozavodsk.
Jako v jediné z ruských republik není její titulární jazyk, karelština, jazykem úředním. V současné době zahrnuje většinu historického území Karélie (zbytek náleží Finsku a Leningradské oblasti). Na jejím území se nenacházejí téměř žádné hory, ale zato mnoho jezer.

## Historie

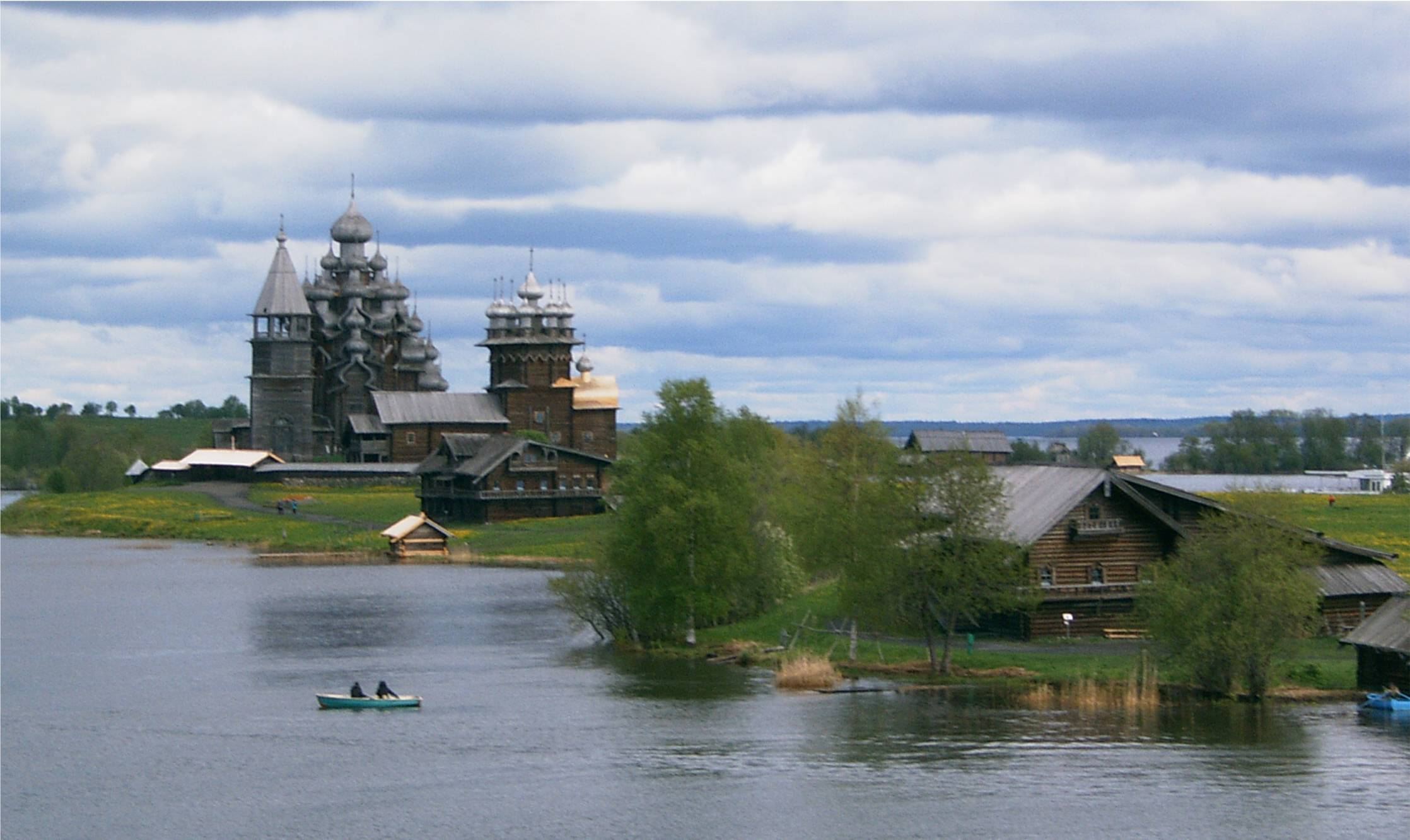
Karelské kostely na poloostrově Kiži

Karélie byla osídlena již v dobách okolo 1. tisíciletí. Ve 12. století oblast obsadila Novgorodská republika, nakonec se dostala pod vliv Moskvy v polovině 15. století. V 17. století se stala častým terčem útoků Švédů, kteří ukusovali z jejího území. Po čase se zase ustálil původní stav – Karélie se vrátila Rusku. V posledních dobách carského Ruska se v zemi rozvíjela výroba dřeva a železa. Po říjnové revoluci vznikla Karelská pracovní komuna (8. června 1920) a ta byla přeměněna na Karelskou ASSR (25. července 1923), ale po zimní válce, v níž k ní byla přičleněna část Finské Karélie, byla reorganizována jako samostatná, šestnáctá sovětská republika (31. března 1940) pod názvem Karelo-finská SSR. Roku 1956 (16. července) byl status země opět změněn na ASSR. Současného postavení požívá oblast od roku 1991, kdy se rozpadl Sovětský svaz.

## Symboly

### Vlajka
Karelská vlajka je tvořena listem o poměru stran 2:3 se třemi vodorovnými pruhy – červeným, modrým a zeleným.

## Geografie

### Poloha
Karélie je severská země, její severní hranicí probíhá severní polární kruh. Republika hraničí se čtyřmi oblastmi Ruska (Murmanskou oblastí na severu, Archangelskou oblastí na východě, Vologdskou oblastí na jihovýchodě a Leningradskou oblastí na jihu) a na západě se pěti provinciemi Finska (od jihu k severu postupně Jižní Karélií, Severní Karélií, Kainuu, Severní Pohjanmaa a Laponskem). Její břehy omývá na severovýchodě Bílé moře, na jihovýchodě Oněžské jezero a na jihu Ladožské jezero.

### Klima
Klima se vyznačuje rysy klimatu kontinentálního i přímořského. Zima je relativně mírná ale dlouhá a léto je chladné. Relativní vlhkost vzduchu je vysoká a změny teplot nejsou velké. Průměrná teplota v červenci 14 až 16 °С a v lednu -9 až -13 °С. Průměrné množství srážek za rok je 600 mm na jihozápadě a 400 až 500 mm na severu. Většina jich spadne v létě.

### Reliéf
Republika se nachází ve východní části Baltského štítu. Její území představuje kopcovitou rovinu s jasně vyjádřenými stopami vlivu ledovce (morénové valy, charakteristické kruhové (kamy) a podlouhlé (ozy) kopce a jezerní kotliny). Nejvyšší místa jsou na západě a severozápadě hřbetu Mansalkja (nadmořská výška do 578 m) a Západokarelská vysočina (do 417 m). Nejvýznamnější nížiny jsou u moře a jezer (Přibělomorská, Oloněcká, Vodlinská). Pobřeží Bílého moře (Pomorský a Karelský břeh) se vyznačuje velkým množstvím zálivů a zátok.

### Nerosty
V republice se nacházejí naleziště různých stavebních materiálů (žula, diabas, křemenec, dolomity, mramor), dále pegmatit, železná ruda, železité křemence (Kostomukšskogo) a titanomagnetity (Pudožgorskogo) a slídy.

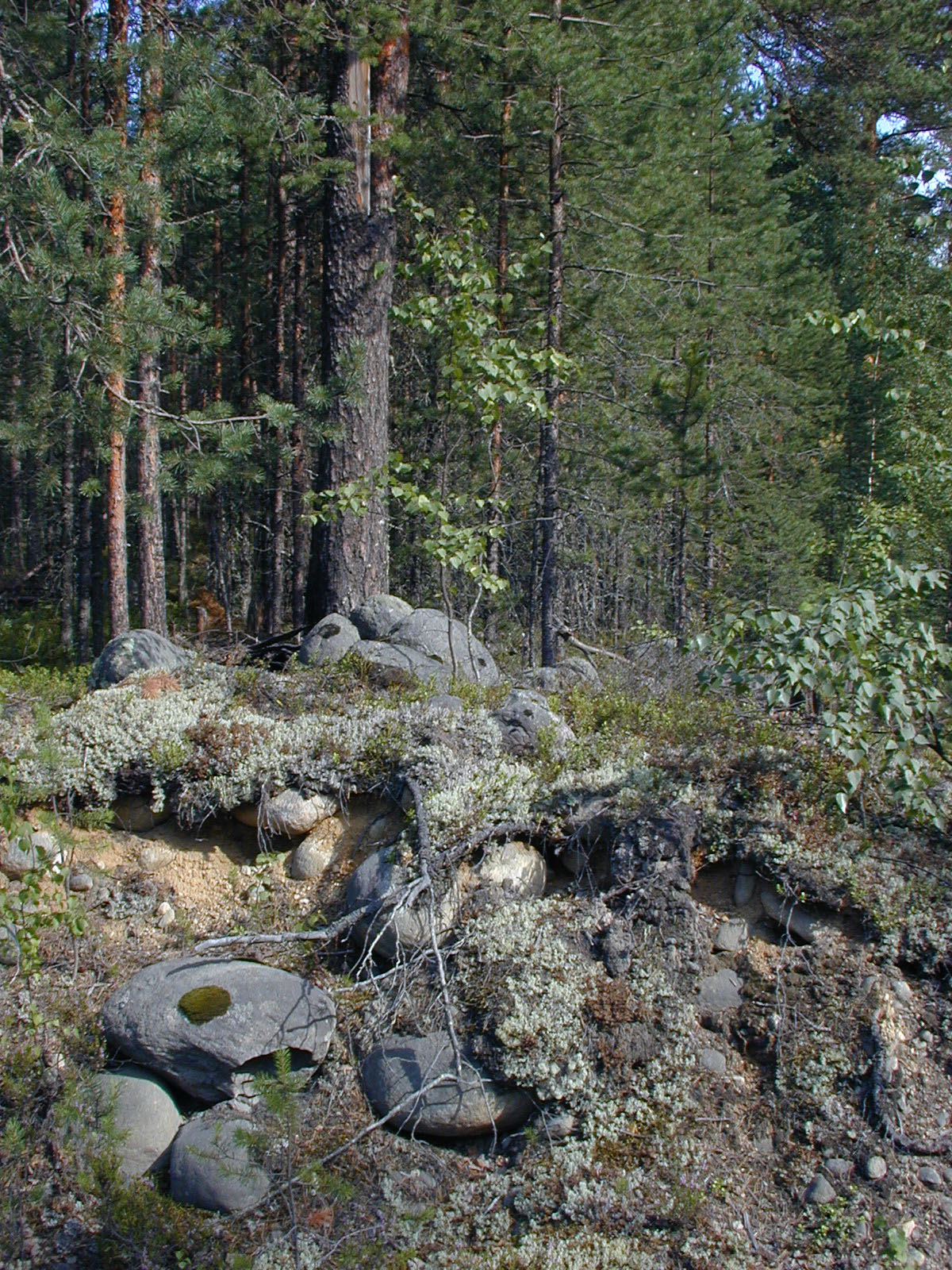
Karelský les

### Vodní zdroje
Karélie je kraj jezer, řek a bažin. Řeky patří k úmoří Bílého a Baltského moře. Nejsou dlouhé, ale mají velké průtoky a jsou na nich peřeje a vodopády. Největší jsou Kem, Vyg, Kereť ústící do Bílého moře a Vodla, Suna a Šuja ústící do Oněžského jezera. Řeky se využívají jako zdroje hydroenergie a pro splavování dřeva. Splavné jsou pouze dolní toky největších řek. Jezera tvoří 18 % území republiky. Nejvíce jich je na severu. Největší jsou Ladožské a Oněžské a dále pak Vygozero, Topozero, Pjaozero a Segozero. Jezera jsou často spojená průtoky.

### Půdy a flóra
Základní typy půd jsou podzolové, bažinato-podzolové a bažinaté. Karélie je bohatá na lesy (borovice, smrky, karelské břízy, olše, osiky). Zabírají polovinu rozlohy republiky. Bažiny zabírají 18 % území.

### Fauna
Zastoupení živočichů je rozmanité. Žijí zde sněžní zajíci, bobři, ondatry (aklimatizované), hnědí medvědi, sobi a losi. Velký průmyslový význam mají mořské i sladkovodní ryby (navagy, sledi, tresky, platýsi, lososi, pstruzi) a tuleni. Na území republiky se nachází rezervace Kivač.

## Obyvatelstvo

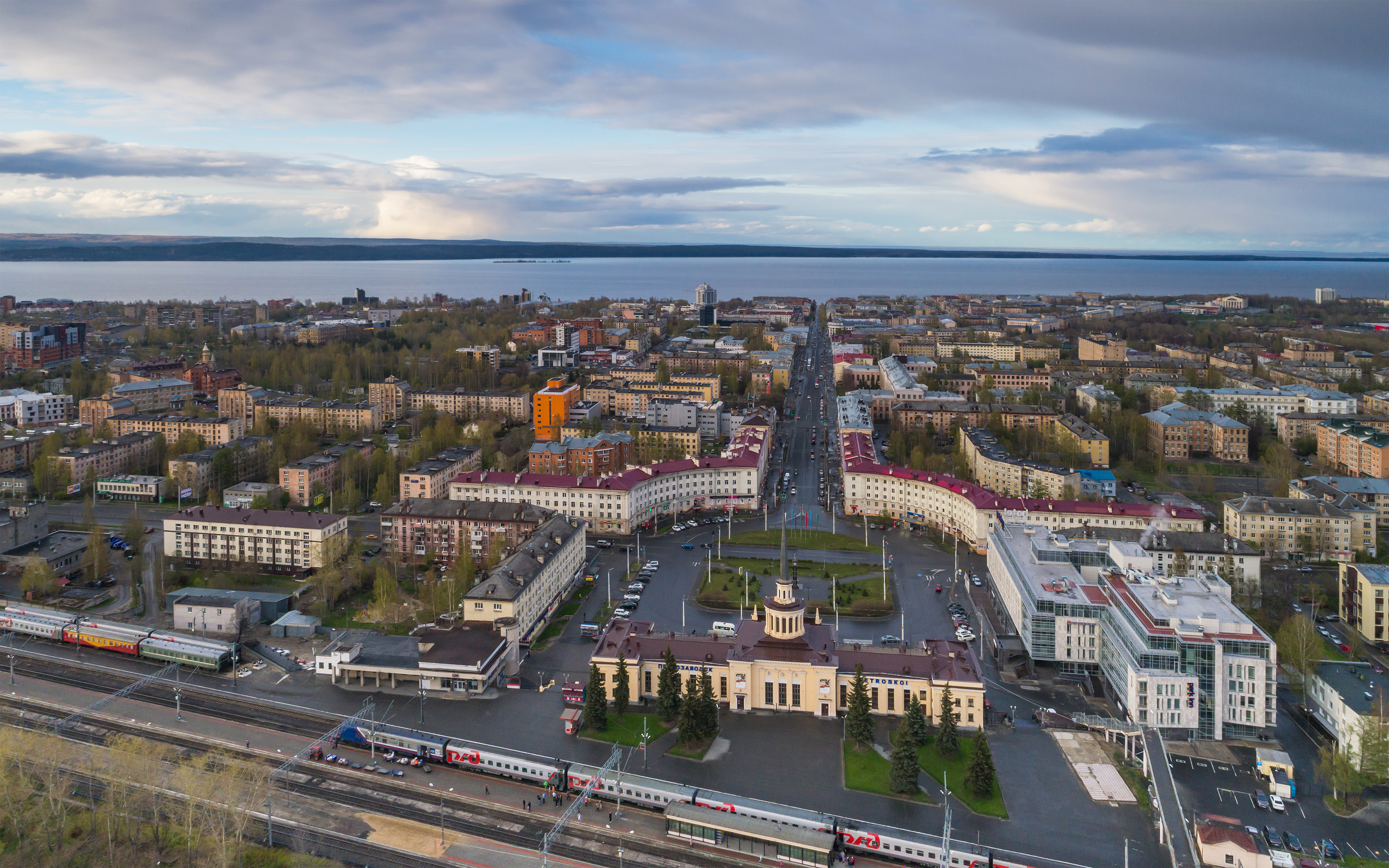
Petrozavodsk

Většina současných obyvatel Karélie jsou Rusové (76,6 %, 2002); původní obyvatelé, Karelové, tvoří 9,2 % (ještě okolo roku 1900 to bylo 40 %). Následují Bělorusové (5,3 %), Ukrajinci (2,7 %), Finové (2%) a Vepsové (0,7 %). Většina obyvatel vyznává ortodoxní křesťanství. Karélie je proslulá dřevěnými kostely s cibulovitými báněmi.

## Ekonomika
Výroba je založena na těžbě dřeva a surovin, zemědělství není kvůli severní poloze oblasti vůbec možné. V Karélii, a hlavně v Petrozavodsku je zastoupeno velké množství dřevozpracujících podniků a také papíren.
V roce 2016 je Karelská republika s dluhem 114,1 miliard rublů třetí nejzadluženější oblastí Ruské federace. V důsledku ostré rozpočtové krize plánuje ruská vláda v roce 2016 na další tři roky takřka sedminásobně snížit objem rozpočtových úvěrů pro regiony, což dostane Karelskou republiku spolu s dalšími 19 regiony na pokraj bankrotu.

## Města
| Město         | Počet obyvatel v tis. | Město         | Počet obyvatel v tis. |
| ------------- | --------------------- | ------------- | --------------------- |
| Petrozavodsk  | 266,3                 | Suojarvi      | 11,0                  |
| Kondopoga     | 33,9                  | Nadvoicy      | 10,5                  |
| Segeža        | 33,0                  | Pudož         | 10,0                  |
| Kostomukša    | 30,0                  | Oloněc        | 9,5                   |
| Sortavala     | 19,8                  | Lachděnpochja | 8,3                   |
| Medvežjegorsk | 16,0                  | Louchi        | 5,4                   |
| Kem           | 13,7                  | Kalevala      | 5,4                   |
| Pitkjaranta   | 12,9                  | Pinduši       | 5,1                   |
| Belomorsk     | 12,1                  |               |                       |